# XtreemOS
 (novembre 2015).
XtreemOS est un système d’exploitation fondé sur Linux qui offre un support natif aux organisations virtuelles sur des grilles de nouvelles générations[pas clair].

## Description
Le développement de XtreemOS est actuellement[Quand ?] financé par la Commission européenne sous la forme d’un Projet Intégré dans le cadre du sixième programme-cadre de recherche et développement (6e PCRD). Le projet a débuté en juin 2006 pour une durée de 48 mois et a pris donc fin en mai 2010. Le projet était coordonné par l’INRIA (Rennes) et regroupait 19 partenaires industriels et académiques d’Europe et de Chine.
Le système d’exploitation XtreemOS a pour but d’intégrer dans une seule plate-forme de calcul différents types de dispositifs, que ce soit des appareils mobiles de type smartphones, des PC ou des grandes grappes (de calculateurs).
Les trois versions différentes du système d’exploitation se destinent aux ressources traditionnelles de calcul, aux grappes équipées d'un système à image unique et aux appareils mobiles fonctionnant sous Linux.
L'ensemble de l'architecture logicielle de la plateforme est structuré autour de deux couches logicielles principales. La première (XtreemOS-F), locale, est spécifique au dispositif matériel considéré, tandis que la seconde (XtreemOS-G) agit au niveau du réseau et intègre les différents dispositifs en une seule plate-forme de calcul.